# SG-43 Goryunov
SG-43 Goryunov là loại súng máy hạng trung của Liên Xô, được thiết kế, sản xuất và sử dụng trong chiến tranh thế giới lần thứ hai. Súng sử dụng loại đạn súng trường 7.62×54mmR. Nó xuất hiện lần đầu vào năm 1943 với mục đích thay thế cho PM M1910 và có thể gắn vào bánh xe để dễ dàng di chuyển, hoặc gắn trên bệ chống ba chân hay thậm chí trên các xe tăng.

## Lịch sử hoạt động
Mẫu súng ban đầu được phát triển với tên gọi GVG (được đặt theo tên chữ cái đầu của 3 nhà thiết kế) từ tháng hai năm 1940 đến tháng mười hai năm 1942, với mục đích ban đầu để nó có thể nạp đạn từ cả hộp tiếp đạn hoặc dây tiếp đạn, tuy nhiên vào mùa xuân năm 1942, hộp tiếp đạn cho mẫu súng bị hủy bỏ. Sau các thực nghiệm tại chiến trường, nó được chấp nhận vào biên chế với tên gọi súng máy M1943 Goryunov vào tháng 5 năm 1943.
Trong giai đoạn 1944-1945 mẫu súng máy được cải tiến bởi Alexander Zaytsev và Mikhail Kalashnikov, với phiên bản mới nhận mã định danh  SGM ("M" viết tắt của modernized(hiện đại hóa)). Tay lên đạn bị loại bỏ, nắp che bụi và chốt khóa nòng mới được bổ sung, và các rãnh nòng được bổ sung để tăng khả năng làm mát. Một phiên bản gắn đồng trục cho xe tăng cũng được phát triển với cò điện và không báng với định danh SGMT (chữ "T" viết tắt cho Tankovy, nghĩa là xe tăng). Hai phiên bản SG-43M và SGMB là các phiên bản sửa đổi với nắp che bụi và dùng chủ yếu trên các xe chiến đấu bọc thép.
Mẫu SG-43/SGM được xuất khẩu rộng rãi và cũng được cấp quyền sản xuất cho một số nước.Nó được sản xuất tại Trung Quốc với tên gọi Type 53 (SG-43) và Type 57 (SGM). Nó cũng được sản xuất tại Czechoslovakia (với tên gọi Vz 43) và Ba Lan (với tên gọi Wz 43).
Sau chiến tranh thế giới thứ hai, nó được sử dụng trong chiến tranh Triều Tiên bởi Cộng hòa Dân chủ Nhân dân Triều Tiên và lực lượng quân tình nguyện của Cộng hòa Nhân dân Trung Hoa.  Trong biên chế cảu quân đội Liên Xô, nó và khẩu  RP-46, bị thay thế vào những năm 1960 bởi khẩu PK do sự thay đổi trong học thuyết chiến thuật của Liên Xô về súng máy đa chức năng, khiến mẫu súng lỗi thời.

### Súng máy đa chức năng KGK

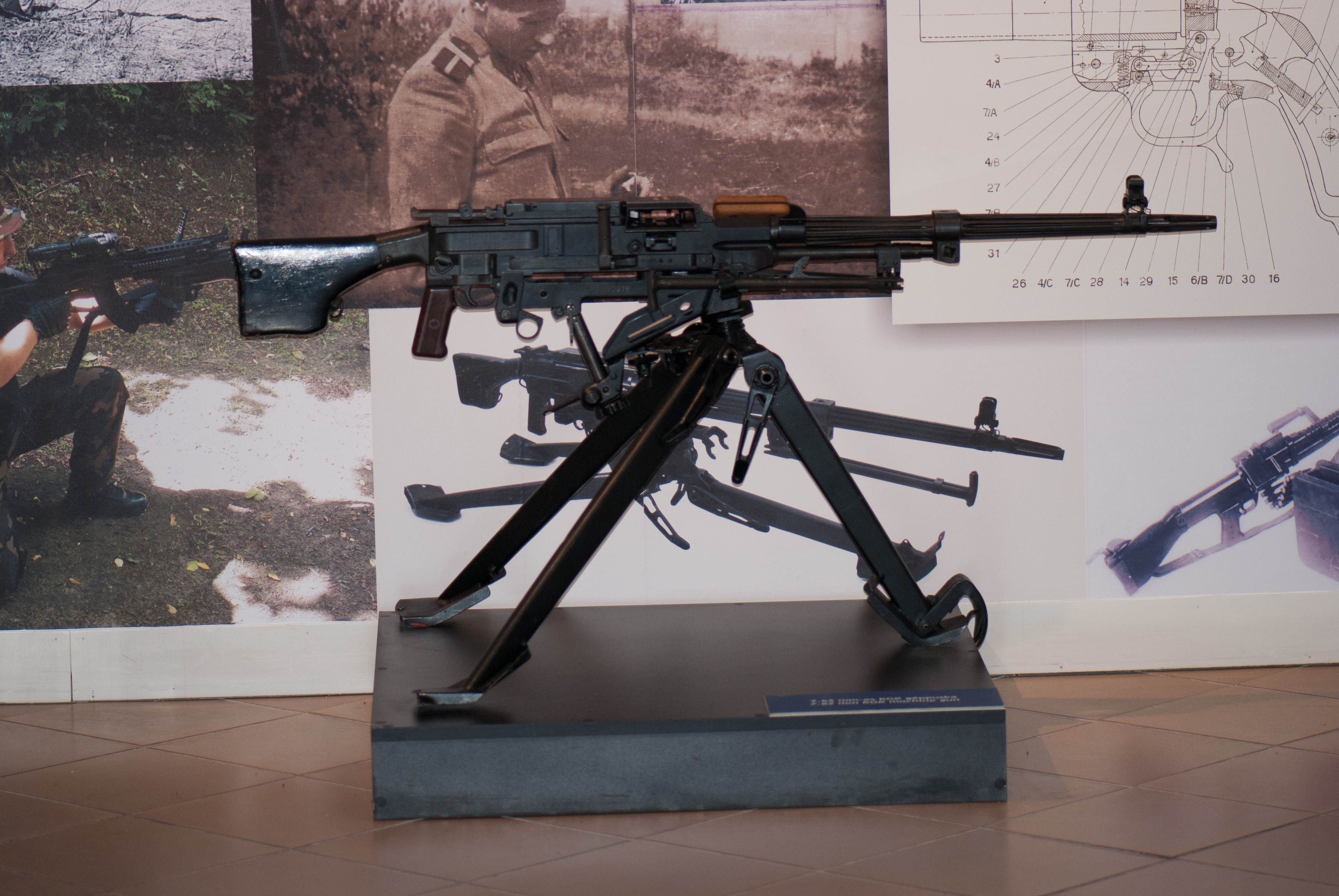
Một khẩu KGK trên giá ba chân tại Bảo tàng Lịch sử Quân sự Budapest

Súng máy đa chức năng KGK (Korszerűsített Gorjunov-Kucher) là mẫu súng máy được phát triển dựa trên súng máy Goryunov bởi FEG dẫn đầu bởi József Kucher và đựuoc sản xuất tại Hungary vào thập niên 1960 và 1970. Khẩu súng được bổ súng báng, tay cầm và cò súng truyền thống với cặp chân súng từ RPD, chuyển tay lên đạn từ đáy súng lên bên cạnh và thiết kế lại cơ chế khóa nòng để có thể thay nòng một cách nhanh chóng trên chiến trường. Các chi tiết khác điều giống SGM và đều có thể dùng thay thế nhau.

## Các nước sử dụng
- Liên Xô[13]

- Afghanistan[14][15][16]
- Ai Cập[17] Used SG-43 and SGM.[18]
- Albania
- Burundi[19]
- Ba Lan[20]
- Bulgaria
- Cabo Verde: SGM[21]
- Cộng hòa Trung Phi[22]
- Tchad: SGM[21]
- Cộng hòa Nhân dân Campuchia
- Campuchia
- Cuba: SG-43[23]
- Cộng hòa Congo[24]
- Cộng hòa Dân chủ Congo[25]
- Czechoslovakia:Kulomet vz. 43.[26]
- Finland[27]
- Georgia[28]
- Guinée: SGM[29]
- Guiné-Bissau: SGM[29]
- Ethiopia
- Hungary[30][31]
- Iraq
- Lào
- Mông Cổ
- Mali: SG-43, SGM, Type 53[32] và Type 57[33]
- Mozambique: SGM[34]
- România
- Syria[35]
- São Tomé và Príncipe: SGM[36]
- Somalia[37]
- Cộng hòa Dân chủ Nhân dân Triều Tiên: Được sử dụng trong Chiến tranh Triều Tiên.[2]
- Trung Quốc: Type 53 và Type 57.[7]
- Việt Nam Dân chủ Cộng hòa: Các biến thể SG-43, Kiểu 53, SGM và Kiểu 57 được sử dụng trong Chiến tranh Việt Nam bởi Quân đội Nhân dân Việt Nam và Mặt trận Dân tộc Giải phóng miền Nam Việt Nam.[38]
- Cộng hòa Miền Nam Việt Nam: Sử dụng trong Chiến tranh Việt Nam.[39]
- Việt Nam Trang bị cho các đơn vị biên phòng và trang bị cho Bộ đội Bộ binh thuộc Lục quân Quân đội nhân dân Việt Nam.
- Tanzania[40]
- Yemen[41]